# 扎陵湖乡
扎陵湖乡，是中华人民共和国青海省果洛藏族自治州玛多县下辖的一个乡镇级行政单位。

## 行政区划
扎陵湖乡下辖以下地区：
阿涌牧委会、尕泽牧委会、多涌牧委会、擦泽牧委会、卓让牧委会和勒那牧委会。